# ホオズキハギ
ホオズキハギ（酸漿萩、学名：Christia obcordata）は、マメ科ホオズキハギ属の多年生草本。別名はツマキリマメ（端切豆）。

## 特徴
茎は匍匐し、全体に短毛がある。葉は3小葉（時に単葉）からなり、広倒卵形 - 腎臓形で長さ0.5-1 cm、幅0.8-1.2 cm。先端の小葉の先は切形または凹頭。
花は蝶型花で、茎頂に長さ3-18 cmの総状花序又は円錐花序となってやや疎らに付き、花冠は淡桃色 - 淡紅紫色、長さ4 mm。竜骨弁は円頭。果実（節果）は普通2 - 数個の小節果からなる。小節果は長さ約2 mm。花が終わってから萼が大きくなり、節果を覆う様子がホオズキに似る。

## 分布と生育環境
沖縄諸島、先島諸島、台湾、中国南部、熱帯アジア、オーストラリアに分布。
草地に生育。

## 利用
特に知られていない。

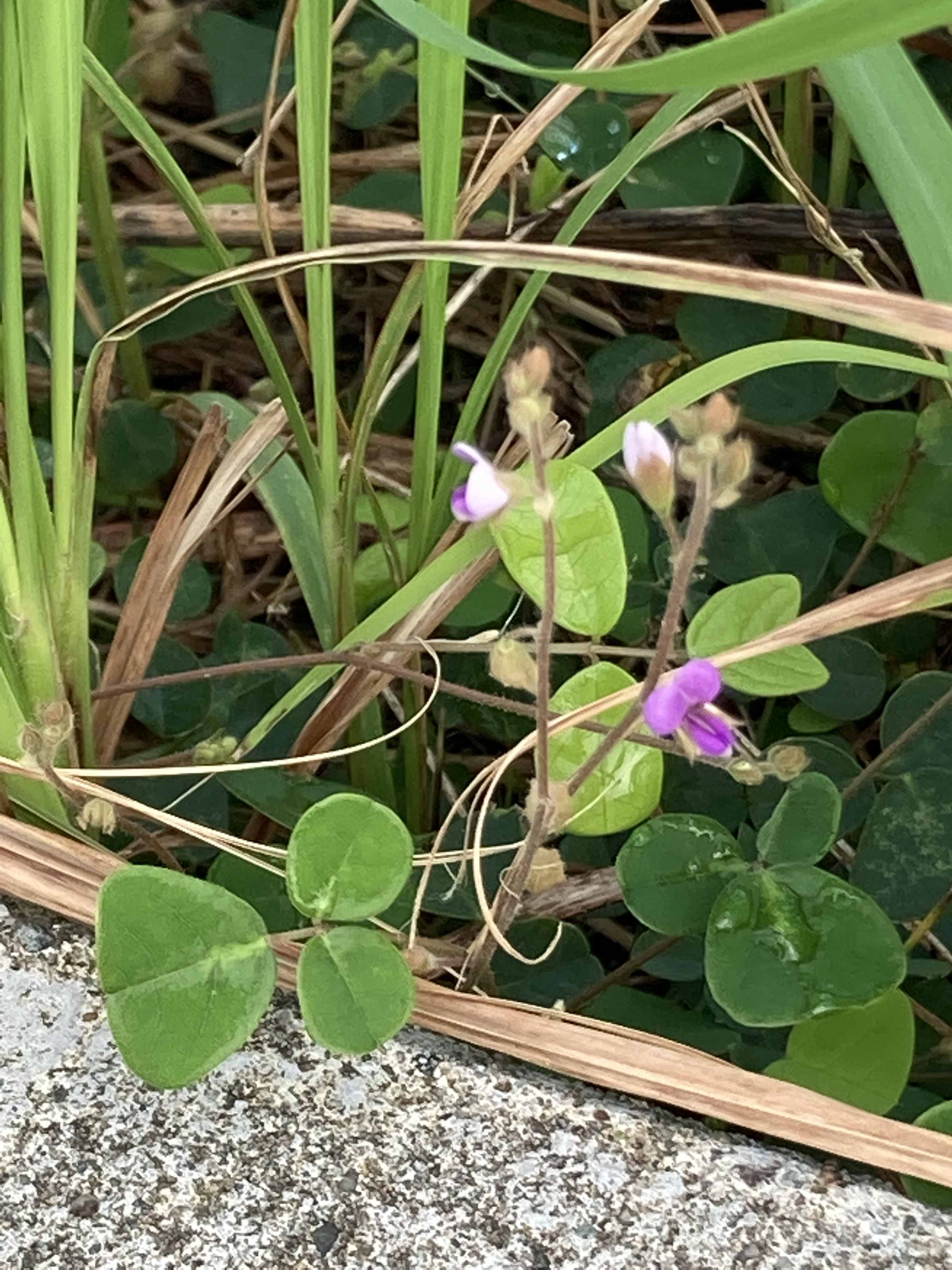
切型の小葉